# Eduard Balliol
Eduard Balliol (1282-1364) fou un pretendent al tron d'Escòcia, fill de Joan Balliol i Isabella de Warenne.
Intentà apoderar-se del tron tot desembarcant a Scone el 1332 amb suport d'Eduard III d'Anglaterra; vencé David II en la batalla de Dupplin Moor i en la batalla de Halidon Hill, i es feu coronar rei d'Escòcia com a Eduard I, però fou expulsat d'Escòcia el 1341 i morí el 1364.